# Victor Fanneau de La Horie
Victor Claude Alexandre Fanneau de Lahorie (Javron-les-Chapelles; 5 de janeiro de 1766 - Paris; 29 de outubro de 1812) foi um general francês, conspirador contra Napoleão e padrinho de Victor Hugo.

## Biografia
Victor Fanneau de La Horie serviu à Primeira República Francesa no Exército do Reno com Joseph Hugo e tornou-se amigo íntimo do jovem. Ele era o padrinho e homônimo do filho de Joseph, Victor Hugo. Ele serviu nos exércitos revolucionários, mas amargando Napoleão se juntou à conspiração de Moreau. Quando o plano fracassou em 1801, ele foi proscrito e se escondeu na propriedade de Joseph Hugo. Lá o jovem Victor Hugo conheceu o general.
Depois de fugir para o exterior, ele voltou para a França em 1808 e foi preso e mantido na prisão de La Force. Ele foi libertado durante o golpe de Malet de 1812, mas após o fracasso do golpe foi recapturado e executado.